# Прапор Гвінеї-Бісау
Прапор Гвінеї-Бісау — один з офіційних символів держави Гвінея-Бісау. Прийнятий 24 вересня 1973. Прапор містить панафриканські кольори: червоний, жовтий і зелений, а також чорну зірку. Побудований за зразком прапора Гани.

## Кольори
| (1973–дотепер) | Чорний  | Червоний         | Жовтий           | Зелений       |
| -------------- | ------- | ---------------- | ---------------- | ------------- |
| Pantone        | Black c | 032c             | 109c             | 355c          |
| CMYK           | 0-0-0-1 | 0-0.92-0.82-0.19 | 0-0.17-0.91-0.01 | 1-0-0.54-0.38 |
| RGB            | 0-0-0   | 206-17-38        | 252-209-22       | 0-158-73      |
| HEX            | #000000 | #CE1126          | #FCD116          | #009E49       |